# The Desert Demon
The Desert Demon er en amerikansk stumfilm fra 1925 instrueret af Richard Thorpe.

## Medvirkende
- Jay Wilsey som Bill Davis
- Betty Morrissey som Nita Randall
- Frank Ellis som Jim Slade
- Harry Todd som Snitz Doolittle
- John M. O'Brien som Bugs
- Frank Austin som Randall
- Margarita Martín som Squaw